# Juan José Elhuyar
Juan José Elhuyar y de Lubice  (* 15. Juni 1754 in Logroño, Spanien; † 20. September 1796 in Santafé de Bogotá, Kolumbien) war ein spanischer Chemiker und Mineraloge.
Juan José Elhuyar studierte 1772 bis 1776 mit seinem Bruder Fausto Elhuyar in Paris Chemie und war 1778 auf der Bergakademie Freiberg. Dem schlossen sich Studienreisen in Mitteleuropa und Skandinavien an und ein Studium in Uppsala, bevor er 1781 nach Spanien zurückkehrte. Er war Direktor der Bergbauschule in Bergara und ging 1783 als Bergwerksdirektor nach Kolumbien.
Er entdeckte 1783 gemeinsam mit seinem Bruder Fausto Elhuyar das Wolfram (bei der Untersuchung von Wolframit aus Zinnwald-Georgenfeld).